# Mięsień piramidowy

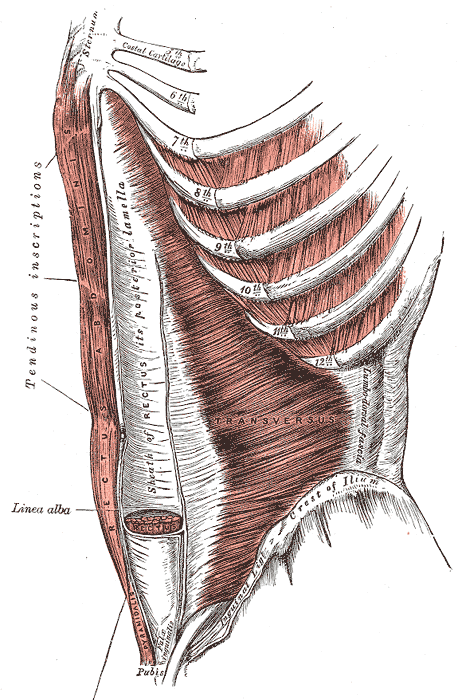
Mięsień piramidowy, opisany w dolnej części ilustracji

Mięsień piramidowy (łac. musculus pyramidalis) – jeden z mięśni brzucha. U człowieka jest to mały, szczątkowy mięsień położony od przodu od mięśnia prostego brzucha, wewnątrz pochewki tego mięśnia (za blaszką przednią), oddzielony od niego tylko cienką warstwą tkanki łącznej. Rozpoczyna się po obu stronach linii pośrodkowej brzucha na spojeniu łonowym i ramieniu górnym kości łonowej, a kończy się w kresie białej, tworząc płaski trójkąt wierzchołkiem skierowany ku górze. Jest bardzo zmienny i choć zwykle jego długość wynosi od 2 do 14 cm, to może sięgać aż do wyrostka mieczykowatego lub nie występować wcale. Napina kresę białą. Unaczyniony jest przez tętnicę nabrzuszną dolną, a unerwiony przez nerw podżebrowy (dwunasty nerw międzyżebrowy).